# Canoo

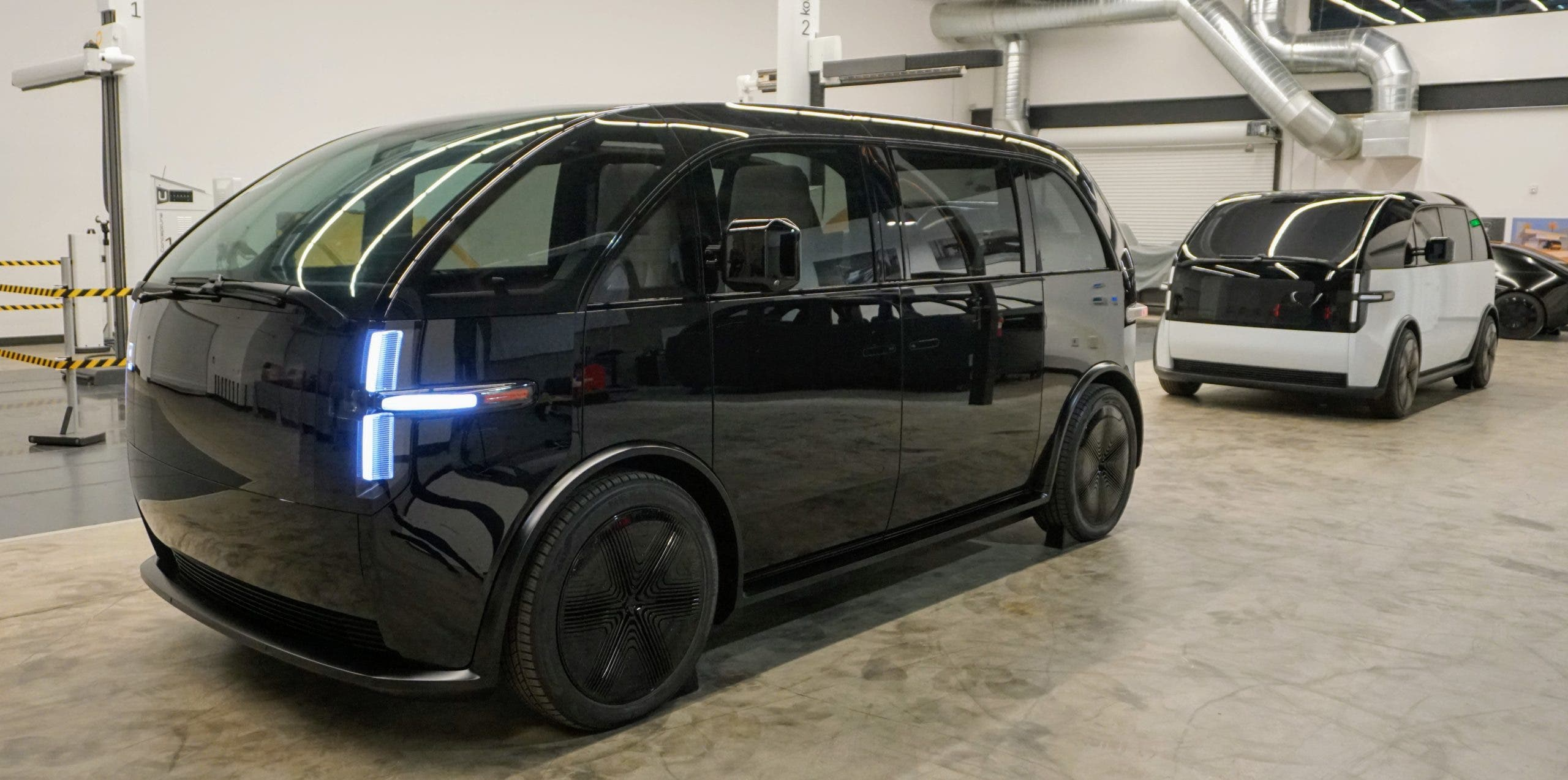
Furgoneta elèctrica Canoo

Canoo és una startup nord-americana d'automoció amb seu a Bentonville, Arkansas, que desenvolupa i fabrica vehicles elèctrics per us familiar. La companyia també té previst produir vehicles elèctrics comercials, com ara furgonetes, per al lloguer i serveis de conducció compartida.
L'empresa té serveis d'enginyeria ubicats a Torrance, Califòrnia, a prop de Los Angeles, Califòrnia, i altres instal·lacions a Justin, Texas .
El maig del 2022, es va informar que Canoo estava lluitant per trobar finançament, la companyia va dir que només tenia prou finançament per funcionar durant un trimestre més.

## Història

### Fundació i inicis
Canoo va ser fundada l'any 2017 amb el nom d' Evelozcity per l'Stefan Krause i l'Ulrich Kranz. En Krause havia treballar per al Deutsche Bank com a director financer, mentre que en Kranz era un alt executiu de la BMW. Es van conèixer a l'empresa de vehicles elèctrics Faraday Future, des d'on marxaren el 2017 per formar la seva pròpia empresa, a causa del desacord amb la gestió de Faraday Future. En Krause va assumir el paper de director executiu d'Evelozcity, i en Kranz es va convertir en director de tecnologia. En l'inici, la companyia va tindre com a principals inversors l'inversor xinès Li "David" Pak-Tam/Botan, i l'empresari alemany David Stern.
A l'abril del 2017, Evelozcity Canoo va contractar Karl-Thomas Neumann, l'antic cap d'Opel, com a alt executiu. Hi treballaria fins al juliol de 2019, tot i que va romandre com a inversor de l'empresa.
El març de 2019, Evelozcity va passar a anomenar-se Canoo, i el setembre del mateix any, la companyia va presentar el seu primer prototip de vehicle, la furgoneta elèctrica Canoo.

### Creixement
El febrer de 2020, Hyundai Motor Group, l'empresa matriu de Hyundai Motors i Kia Motors, va anunciar que la companyia s'associaria amb Canoo per al desenvolupament conjunt d'una nova plataforma de vehicles elèctrics. La plataforma s'utilitzaria per a vehicles compactes i per a vehicles de flotes com ara llançadores. L'acord forma part del programa Estratègia 2025 de Hyundai, pel que Hyundai invertirà 87.000 milions de dòlars durant cinc anys a partir del 2020.
Després d'una excedència, l'agost del 2019, per motius familiars, el juliol de 2020, el cofundador Stefan Krause va deixar l'empresa, pel que l'Ulrich Kranz va assumir el paper de CEO permanent.
El setembre de 2020, Canoo anuncià una fusió amb l'empresa d'adquisició de propòsits especials Hennessy Capital Acquisition Corp. IV. (NASDAQ: HCACU. O), amb la intenció de treure a borsa Canoo al NASDAQ, amb una valoració de 2.400 milions de dòlars. L'expectativa era recaptar 300 milions de dòlars per a finançar la producció del monovolum Canoo, previst per al 2022. El 22 de desembre de 2020, Canoo va completar la seva fusió amb Hennessy Capital Acquisition Corp IV.
Uns dies abans del seu debut a la borsa, l'empresa va anunciar la seva línia de productes MPDV-Multi-Purpose Delivery Vehicle. S'esperava que la furgoneta d'entrada es vengués per 33.000 dòlars a l'inici, amb la venda de quantitats limitades el 2022, per augmentar el volum de producció el 2023.
A mitjans de gener de 2021, The Verge va informar que el 2020 Canoo havia tingut converses amb Apple per a una possible col·laboració en projecte de cotxes Titan.
El març de 2021 s'anuncià que Canoo havia acabat la seva associació amb Hyundai Motor Group a causa d'un canvi en l'estratègia corporativa. La companyia també va anunciar que entraria en el mercat de vehicles comercials. L'11 de març de 2021, Canoo va anunciar una camioneta elèctrica de cara al 2023., amb opcions de tracció integral amb motor únic i motor doble per a la seva camioneta pick-up, capaç de produir 600 cavalls de potència, més de 320 km d'autonomia i una capacitat de càrrega útil de 1.800 lliures.
El 22 d'abril de 2021, la companyia va anunciar que el cofundador i conseller delegat Ulrich Kranz renunciaria i seria substituït pel president Tony Aquila com a conseller delegat. I aquell mateix mes, la Comissió de Valors i Borsa dels EUA va iniciar una investigació sobre Canoo després de la seva fusió amb Hennessy Capital Acquisition Corp. IV a causa d'una sèrie de sortides d'executius, canvis sobtats en el seu model de negoci i demandes col·lectives presentades pels accionistes.
El 17 de juny de 2021, la companyia va anunciar que construiria una nova fàbrica a Pryor, als afores de Tulsa, Oklahoma, per fabricar tots els seus futurs vehicles., com ara construir furgonetes a partir del 2023". I el mateix dia, mitjans holandesos van informar que l'empresa holandesa VDL Nedcar començaria a produir Minivans Canoo per al mercat europeu.
El 15 de novembre de 2021, la companyia va anunciar que traslladaria la seva seu a Bentonville, Arkansas i hi establiria una planta de fabricació.
El 13 d'abril de 2022, la NASA va seleccionar Canoo per subministrar vehicles de transport de la tripulació per al seu programa Artemis.
El maig de 2022, es va informar que Canoo estava lluitant per trobar finançament, la companyia va dir que només tenia prou finançament per funcionar durant un trimestre més. També es va revelar al mateix temps que Canoo demandava a l'inversor Pak Tim Li, al·legant que venia accions de manera incorrecta.
El juliol de 2022, Walmart es va comprometre a comprar 4.500 furgonetes totalment elèctriques de Canoo, amb l'opció de comprar-ne fins a 10.000 en el futur.

## Llista de vehicles Canoo previstos
Vehicles Canoo previstos per a la producció:
| Model            | disponible des de | Actualització / lifting facial | Descripció del vehicle |
| ---------------- | ----------------- | ------------------------------ | --- |
| Utilitaris       | 2022              | 2022                           | Un vehicle utilitari esportiu / Vehicle multiusos amb opcions de 5 i 7 seients i una autonomia de 250 milles.                                                                             |
| Vehicle esportiu | 2023              | 2023                           | Una berlina amb opcions de 5 places. |
| Camioneta        | 2023              | 2023                           | Té un abast de més de 320 kilòmetres i un llit amb opcions de 6 o 8 peus de llarg. |
| MPDV             | 2022              | 2022                           | Una furgoneta pensada per a empreses i amb dos models. El MPDV1 té entre 130 i 230 milles d'autonomia. El MPDV2 té entre 90 i 190 milles d'autonomia i és una mica més gran que el MPDV1. |